# Tešehhud
Tešehhud (arapski: تَشَهُّد, „svjedočanstvo vjere”), također poznat kao „et-Tehijjat” (arapski: ٱلتَّحِيَّات, „pozdravi/selami“), dio je muslimanske molitve (namaza) u kojem osoba kleči ili sjedi na zemlji okrenuta prema kibli (u pravcu Meke), veliča Allaha i pozdravlja Muhammeda i „ispravne Allahove robove”, nakon čega slijedi Šehadet. Nakon recitacije obično slijedi zazivanje blagoslova i mira na Muhammeda poznato kao salavat.

## Porijeklo
Postoji vjerodostojan (sahih) i pouzdan hadis koji kaže:

## Sunitska tradicija

### Hanefi i Hanbeli
Verziju koja se pripisuje Abdullahu ibn Mes'udu koriste sunitski muslimani iz hanefijskog i hanbelijskog mezhebi, kao i nesunitski ibadi muslimani:

### Maliki
Verziju koja se pripisuje Omeru koristi malikijski mezheb:

### Šafiji
Verziju koja se pripisuje Ibn Abbasu koristi šafijski mezheb: